# Szkariwka
Szkariwka (ukr. Шкарівка) – wieś na Ukrainie, w obwodzie kijowskim, w rejonie białocerkiewskim, w hromadzie Biała Cerkiew, nad Rosią. W 2001 roku liczyła 2291 mieszkańców.